# Morigny-Champigny
Morigny-Champigny är en kommun i departementet Essonne i regionen Île-de-France i norra Frankrike. Kommunen ligger i kantonen Étampes som tillhör arrondissementet Étampes. År 2022 hade Morigny-Champigny 4 435 invånare.

## Befolkningsutveckling
Antalet invånare i kommunen Morigny-Champigny
| Referens: INSEE |